# Jake Goldsbie
Jake Benjamin Goldsbie (ur. 8 sierpnia 1988 w Toronto) – kanadyjski aktor.

## Filmografia
- 2005: 	Magiczny duet (Twitches) jako Nastolatek
- 2005: 	Ja tak, a oni nie (I Do, They Don't) jako Przyjaciel Sandy
- 2003: 	Rolie Polie Olie: The Baby Bot Chase jako Junior Littlegreen
- 2002: 	Olinek Okrąglinek (Rolie Polie Olie: The Great Defender of Fun) jako Junior Littlegreen (głos)
- 2001–2002: 	Leap Years jako Tyler
- 2001: 	Degrassi: Nowe pokolenie (Degrassi: The Next Generation) jako Toby W. Isaacs
- 2001: 	Neil Simon - wybuchy śmiechu na 23. piętrze (Laughter on the 23rd Floor) jako Paul
- 2001: 	Degrassi: Nowe pokolenie (Degrassi: The Next Generation) jako Toby Isaacs
- 2000: 	Powrót syna (When Andrew Came Home) jako Carl Rudnick
- 1999: 	Kolory przemocy (Black and Blue) jako Bennie Castro
- 1999: 	Jakub, Jakub (Jacob Two Two Meets the Hooded Fang) jako Oscar
- 1996: 	Critical Choices jako Jonah